# 陈泳锦
陳泳錦（Rachel Tan，1982年5月5日—）是一位馬來西亞華人模特儿。

## 生平
籍貫福建省，2002年參選馬來西亞華裔小姐競選奪魁，隨後參選2003年國際華裔小姐競選奪冠。

## 獎項
- 2003年國際中華小姐冠軍